# Chusaris sordida
Chusaris sordida är en fjärilsart som beskrevs av Alfred Ernest Wileman och South 1917. Chusaris sordida ingår i släktet Chusaris och familjen nattflyn. Inga underarter finns listade i Catalogue of Life.